# Plecòpters

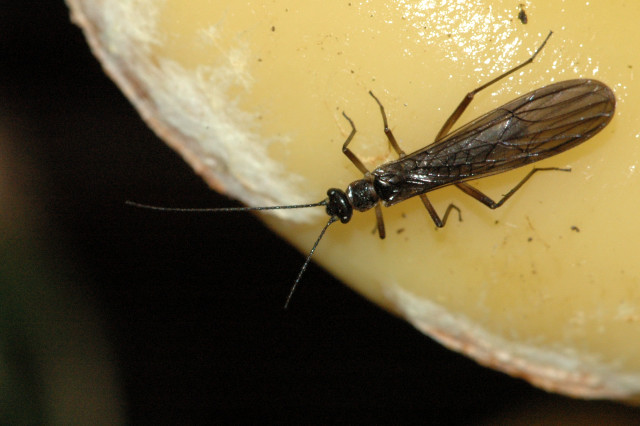
Nemoura cinerea fotografiat a Commanster (Bèlgica).

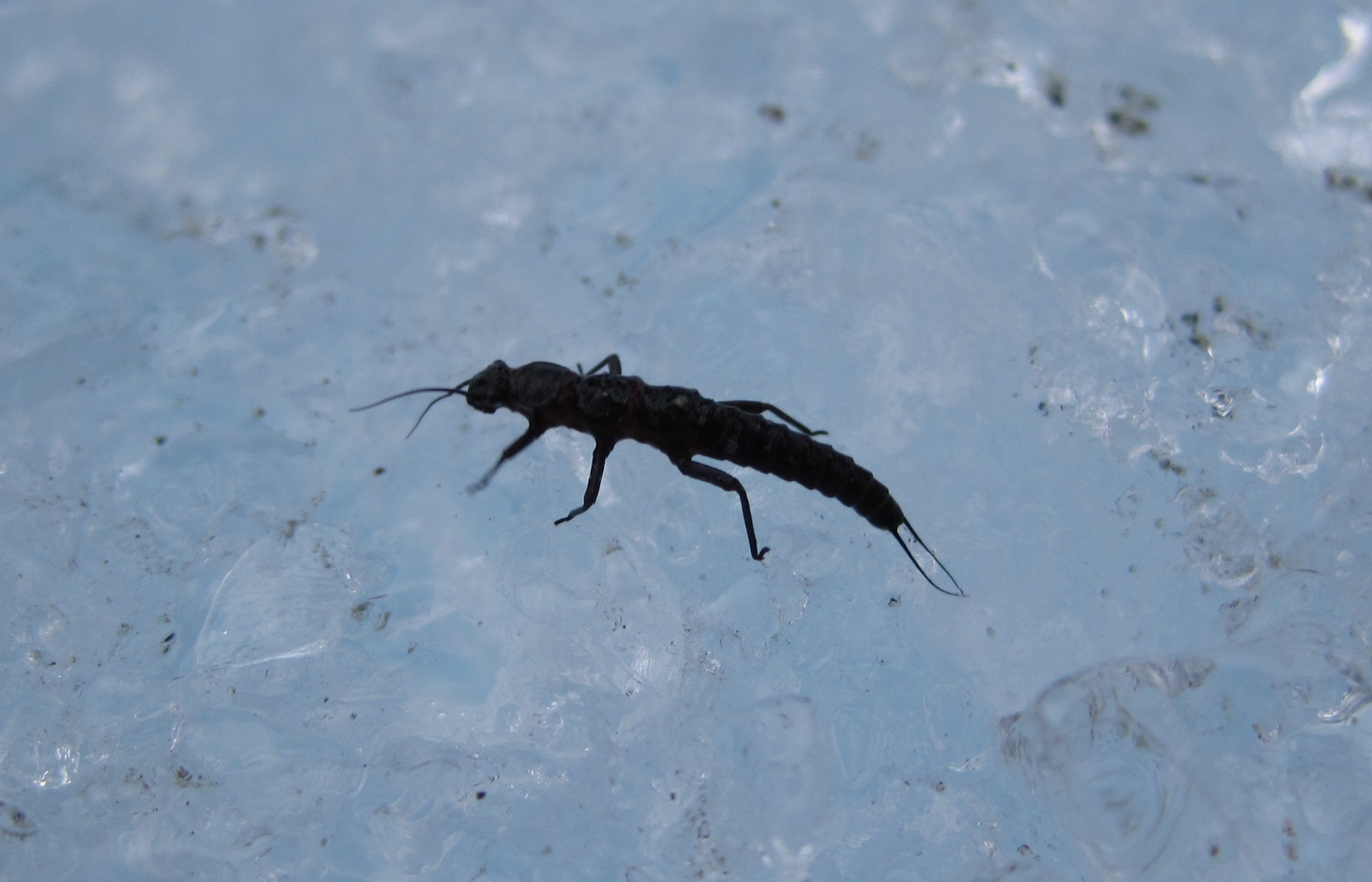
Andiperla willinki fotografiat a la glacera Perito Moreno.

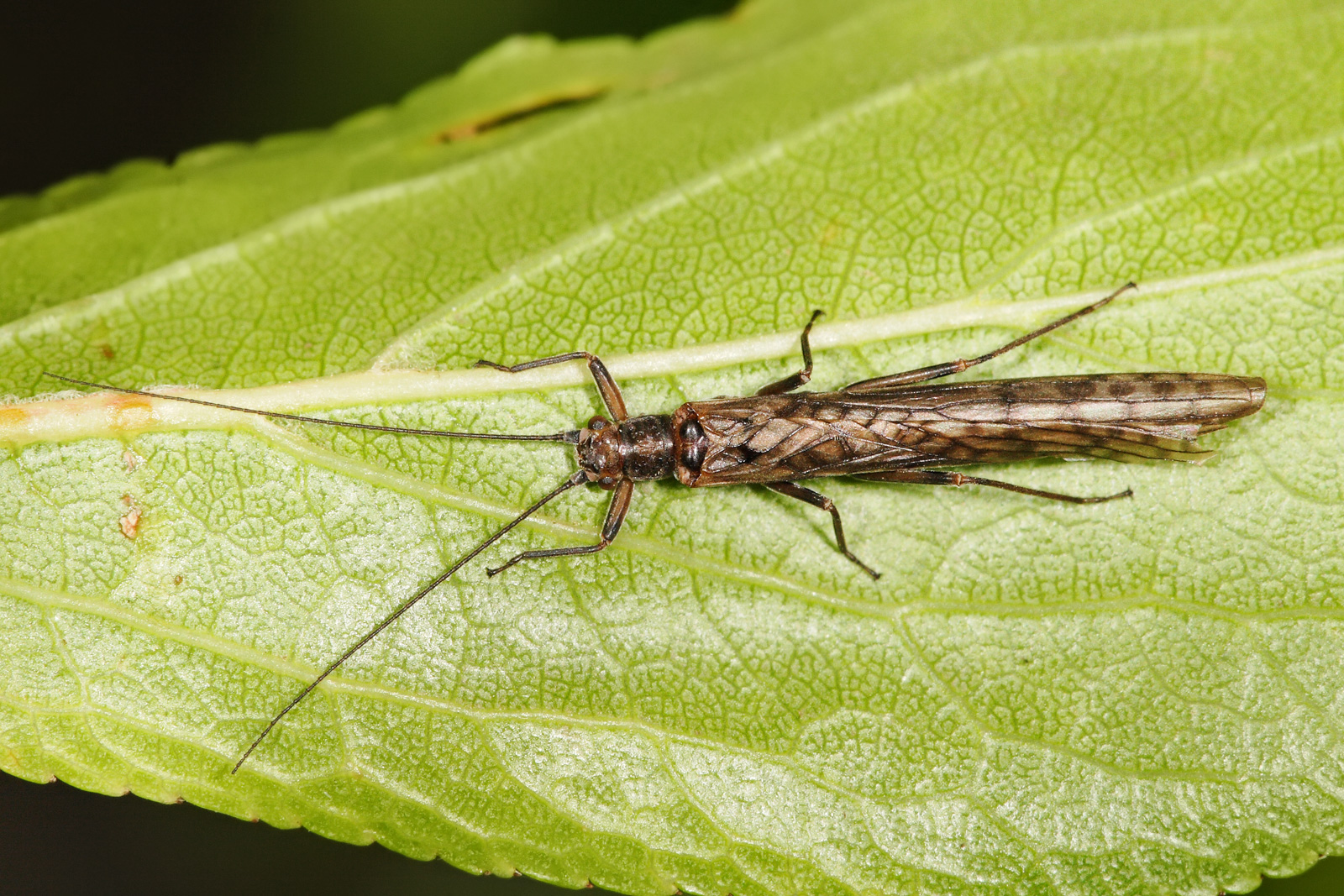
Dinotoperla sp.

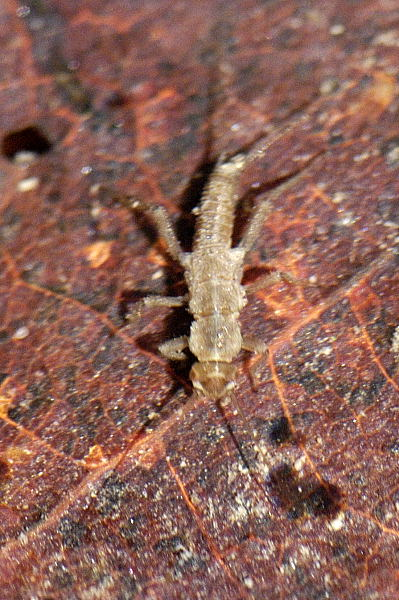
Leuctra fusca fotografiat a Commanster (Bèlgica).

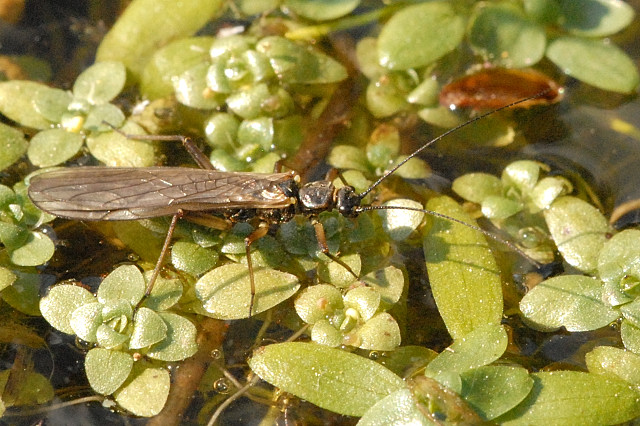
Perla marginata fotografiat a Commanster (Bèlgica).

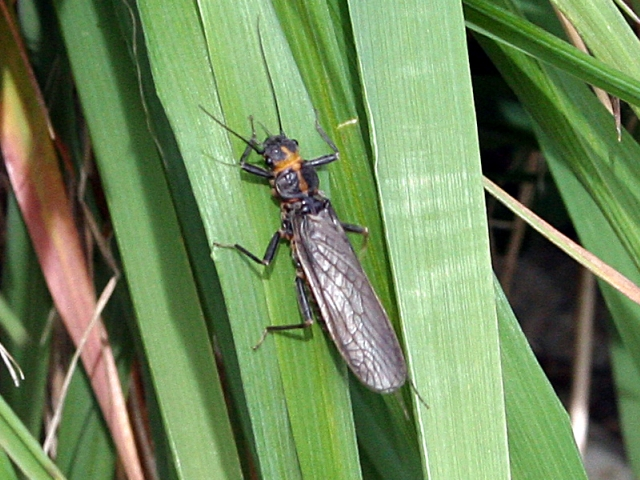
Perlodes sp.

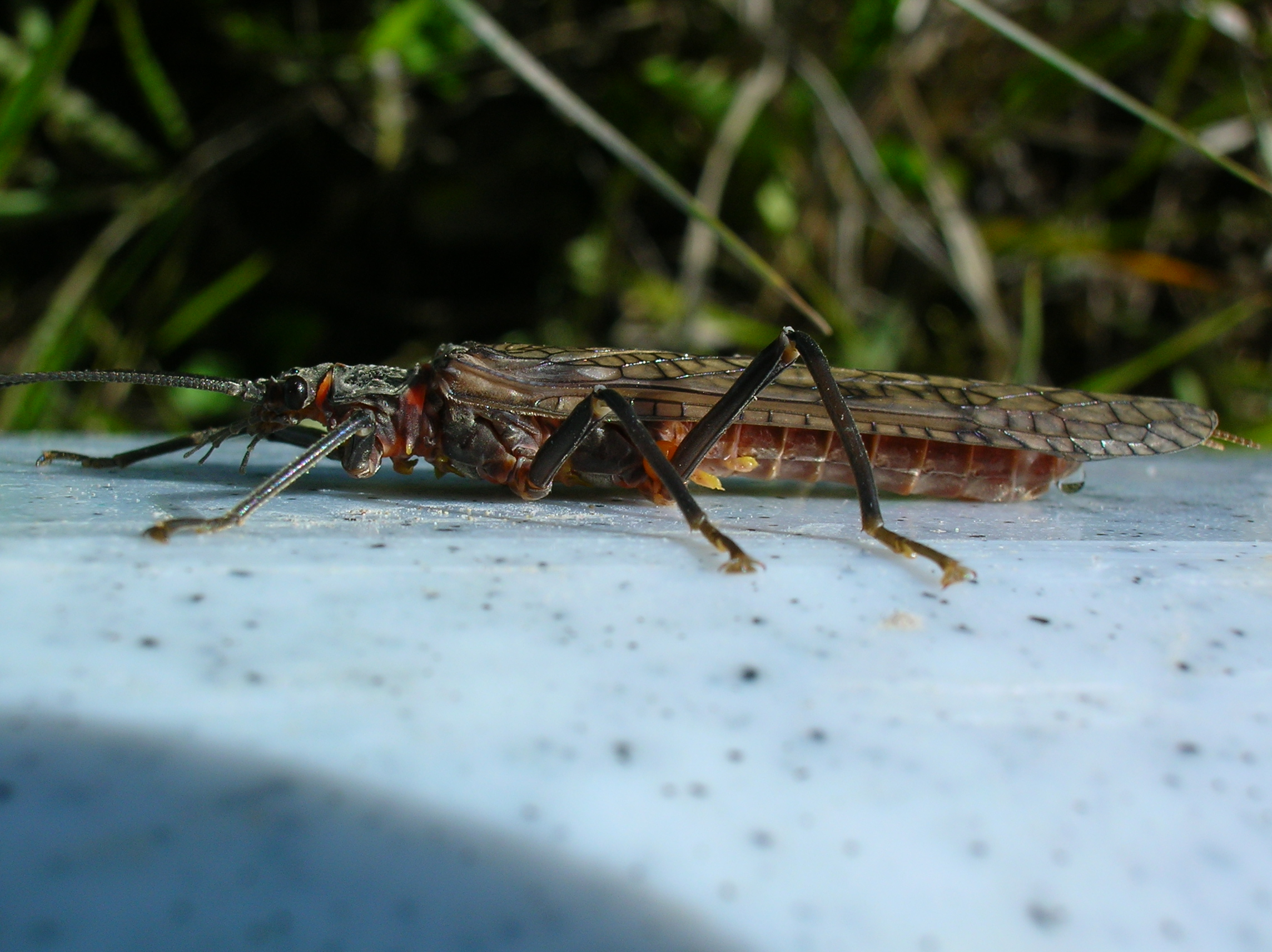
Perla de Califòrnia (Pteronarcys californica)

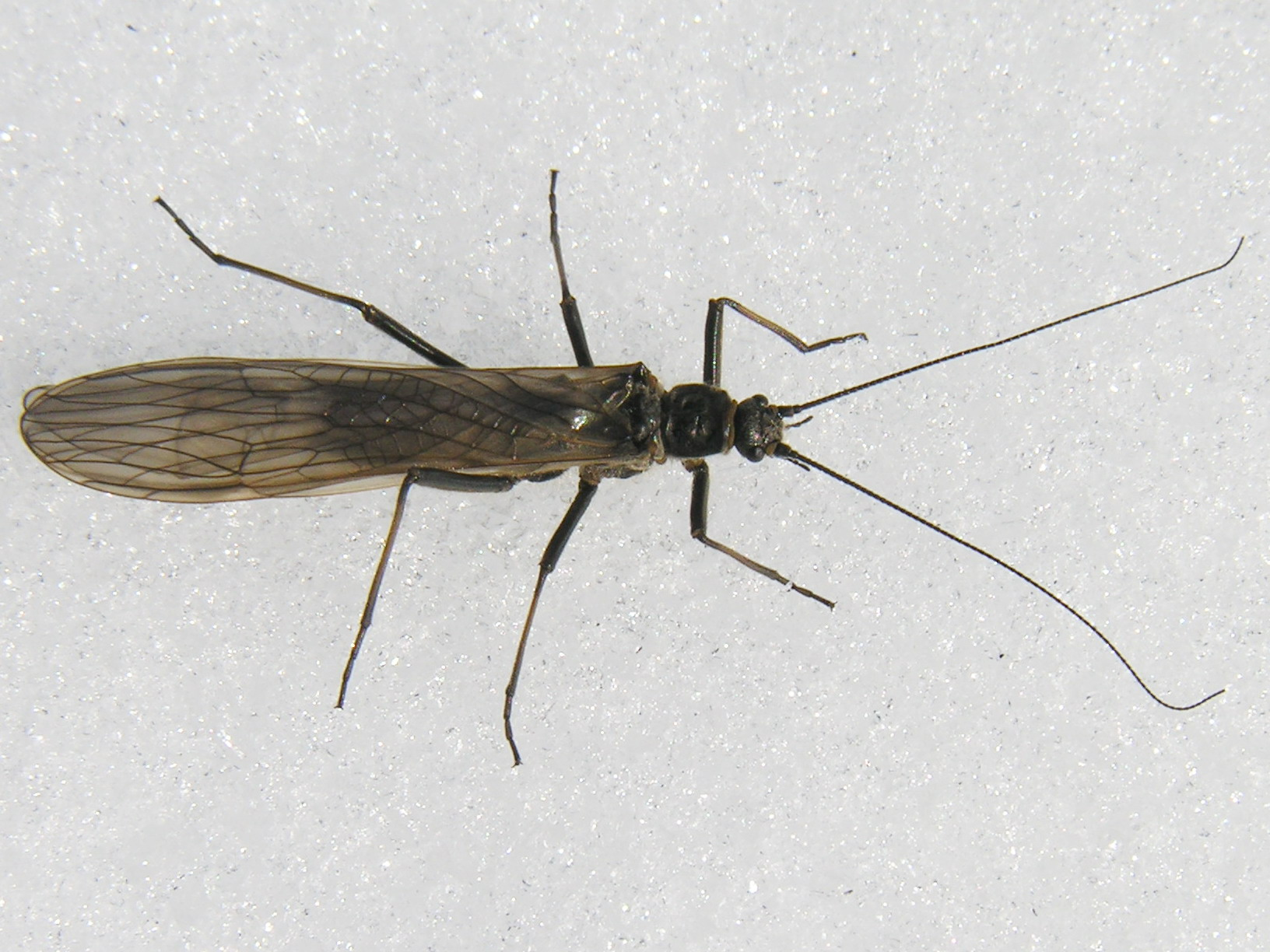
Taeniopteryx nebulosa

Els plecòpters (Plecoptera) constitueixen un ordre d'insectes neòpters amb 3.788 espècies conegudes, tot i que encara s'estan descobrint noves espècies. Se n'han trobat arreu del món, excepte a l'Antàrtida.
Es creu que és un dels grups més primitius d'insectes, relacionats amb grups dels períodes Carbonífer i Permià, els quals són clarament identificables entre les mostres d'ambre de la mar Bàltica. La seva diversitat moderna sembla ser d'origen mesozoic.
Els plecopters es troben tant a l'hemisferi sud com a l'hemisferi nord, i les poblacions són bastant diferents, tot i que l'evidència evolutiva suggereix que les espècies poden haver creuat l'equador en diverses ocasions abans de tornar-se a aïllar geogràficament.
Totes les espècies de Plecòpters són intolerants a la contaminació de l'aigua, i la seva presència en un rierol o aigua tranquil·la acostuma a ser un indicador de bona o excel·lent qualitat de l'aigua.

## Etimologia i denominacions
El nom es pot traduir com a "ales trenades" (del grec pleikein i pteron) i fa referència a la fase adulta. A diferència d'altres idiomes (com el castellà o, sobretot, l'anglès), aquest ordre no té assignat un nom vulgar de per si. Tan sols en tenen la família dels pèrlids conjuntament amb la dels perlòdids i amb una variabilitat local força important que pot comportar certa confusió. Els noms més comuns en llengua catalana emprats pels pescadors que els utilitzen com a esquer són els de perles, mosques de pescar o d'agafar truites o dragues (les nimfes), tot i que les larves de frigània amb estoig també reben el nom de dragues per part d'alguns pescadors de canya.

## Descripció
Les nimfes són aplanades, amb aparell bucal mastegador i llargs cercs i antenes. Els adults són relativament grans (de 2 a 3 cm), amb teguments tous, quatre ales membranoses que en repòs es pleguen sobre un abdomen d'11 segments i posseeixen 2 cercs (emprats com a ganxos copuladors) i antenes llargues, filiformes i multiarticulades. A més dels dos ulls normals tenen també tres ocels. Són insectes hemimetàbols, és a dir, amb metamorfosi incompleta i, abans d'emergir de l'aigua per a fer una vida adulta terrestre, passen per successives mudes (ècdisi). A diferència de l'ordre dels efemeròpters, però, els adults acostumen a tindre una vida més llarga, entre una i quatre setmanes o, fins i tot, una mica més. L'estratègia més fiable per diferenciar-los de manera inequívoca de les efímeres és a través de les ungles de les potes, les quals són dues en els plecòpters i només una en les efímeres. Un altre tret distintiu és la manca de traqueobrànquies abdominals, tot i que hi ha famílies que poden presentar brànquies en altres parts del cos (com a la base de les potes o al coll).

## Alimentació
N'hi ha espècies que són herbívores quan són nimfes i es nodreixen de fulles submergides i algues bentòniques, mentre que d'altres són depredadores d'altres artròpodes aquàtics emprant llurs antenes filamentoses per localitzar llurs preses mitjançant senyals químics.

## Reproducció
Les femelles ponen centenars o, fins i tot, milers d'ous agrupats en una bola que inicialment són carregats al seu abdomen i després dipositats a l'aigua. Els ous triguen entre dues i tres setmanes a descloure's, tot i que els d'algunes espècies no ho fan durant l'estació seca i només realitzen la desclosa quan les condicions són les adequades.

## Hàbitat
Les nimfes són aquàtiques i viuen en la zona més profunda de llacs rius i rierols. Els plecòpters adults són alats (poden fer desplaçaments importants, però són d'hàbits més aviat caminadors), viuen al medi aeri i es troben normalment a prop de llacs o cursos d'aigua.

## Distribució geogràfica
Es troba tant a l'hemisferi sud com al nord, la qual cosa suggereix que les diferents espècies podrien haver travessat l'equador en diferents ocasions abans d'aïllar-se geogràficament. Tant als Països Catalans com al conjunt d'Europa, són presents set famílies de plecòpters: càpnids, cloropèrlids, leúctrids, nemúrids, pèrlids, perlòdids i taeniopterígids. Tot i que tenen una distribució molt àmplia i, en determinades condicions, poden assolir densitats prou elevades, el fet que gairebé totes les espècies es trobin restringides als ecosistemes fluvials menys alterats fa que els plecòpters siguin encara menys coneguts que les efímeres. A més, les nimfes tendeixen a amagar-se sota els còdols o entre les graves del llit dels rius i, malgrat alguna excepció força notable, moltes espècies tenen unes dimensions força reduïdes.

## Superfamílies i famílies
- Superfamília Eusthenioidea
  - Família Diamphipnoidae
  - Família Eustheniidae
- Superfamília Gripopterygoidea
  - Família Austroperlidae
  - Família Gripopterygidae
- Superfamília Nemouroidea
  - Família Capniidae
  - Família Leuctridae
  - Família Nemouridae
  - Família Notonemouridae
  - FamíliaTaeniopterygidae
- Superfamília Perloidea
  - Família Chloroperlidae
  - Família Perlidae
  - Família Perlodidae
- Superfamília Pteronarcyoidea
  - Família Peltoperlidae
  - Família Pteronarcyidae
  - Família Styloperlidae
  - Família Scopuridae

### Superfamílies i famílies extintes
- Superfamília Palaeonemouridae
- Superfamília Palaeoperlidae
- Superfamília Perlopseidae
- Superfamília Euxenoperlidae
- Superfamília Siberioperlidae
- Família Eusthenioides[23][24][25][26][27]

## Observacions
Aquest ordre no té importància agrícola, però poden ser usats com indicadors de contaminació de l'aigua, ja que totes les espècies són intolerants a la contaminació i la seva presència és suficient indicador de l'excel·lent qualitat de l'aigua.